# Jonathan Asp
Jonathan Asp Jensen (* 14. Januar 2006) ist ein dänischer Fußballspieler. Er steht als Leihspieler des FC Bayern München beim Grasshopper Club Zürich unter Vertrag.

## Karriere

### Vereine
Asp stammt aus der Ortschaft Andkær im Gauerslund Sogn, etwa 10 Kilometer von Vejle entfernt, und spielte anfänglich beim ortsansässigen Fußballverein Gauerslund IF, bevor er in die Jugendabteilung von Vejle BK wechselte. Sein Aufenthalt in Vejle dauerte vier Jahre, ehe es ihn wieder nach Gauerslund verschlug. Angekommen bei seinem ersten Fußballverein, dauerte sein Aufenthalt nur wenige Monate, denn in der Folge ging Asp nach Zentraljütland in die Fußballschule des FC Midtjylland. Während seiner Zeit bei diesem Verein – der FC Midtjylland entstand im Jahr 1999 aus einer Fusion der ersten Mannschaften von Herning Fremad und Ikast fS – erweckte er das Interesse ausländischer Vereine und so wurde er im Januar 2022 mit einem Wechsel zum FC Bayern München in Verbindung gebracht.
Ein Wechsel in die bayerische Millionenmetropole war nur eine Frage der Zeit und im Februar 2022 verkündeten die Münchner den Wechsel von Asp für den Sommer besagten Jahres. In der Saison 2022/23 lief er mit den B1-Junioren (U17) in der B-Junioren-Bundesliga Süd/Südwest auf. Zur Saison 2023/24 rückte Asp zu den A-Junioren (U19) auf. Mit diesen spielte er in der A-Junioren-Bundesliga Süd/Südwest und UEFA Youth League. Zudem kam er nach der Winterpause für die zweite Mannschaft in der viertklassigen Regionalliga Bayern zu seinen ersten Einsätzen im Herrenbereich. Am 12. Mai 2024 debütierte Asp unter Thomas Tuchel in der Bundesliga, als er bei einem 2:0-Sieg gegen den VfL Wolfsburg kurz vor dem Spielende eingewechselt wurde.
Zur Saison 2025/26 wird Asp zu Grasshopper Club Zürich, einem Partnerverein des FC Bayern, in die Schweizer Super League verliehen.

### Nationalmannschaft
Asp ist dänischer Nachwuchsnationalspieler und kam für sein Herkunftsland in den Altersklassen U16, U17 und U18 zum Einsatz.

## Sonstiges
Jonas Hebo Goldmann, Fußballexperte beim dänischen TV-Sender TV 2, führte Asp im Dezember 2022 in einer Liste mit dänischen Talenten, die für den Kader der Nationalmannschaft für die WM 2026 in Frage kommen. Dabei attestierte er ihm eine „tolle Technik“ und ist der Meinung „mit beiden Beinen spielen“ zu können. „Den Durchbruch zu schaffen“, so Hebo Goldmann, sei zwar „sehr schwierig“, aber beim vom FC Bayern München in Asp gesehenen Potenzial, der „wirklich groß“ sei, und bei seinen Leistungen in der dänischen Nachwuchsnationalmannschaft werde es „spannend zu sehen [sein], was passiert, wenn er in der A-Nationalmannschaft spielt.“